# Іларіон Даса
Іларіон Даса Гросель (ісп. Hilarión Daza Groselle; 14 січня 1840 — 27 лютого 1894) — болівійський політичний діяч, президент країни з 1876 до 1879 року.

## Біографія
Народився в Сукре, зробив військову кар'єру. Прийшов до влади в результаті військового перевороту проти президента Томаса Фріаса 4 травня 1876 року. Його підтримала значна частина фінансової еліти країни. Даса бажав посилити контроль над віддаленою провінцією Антофагаста. Наприкінці 1870-их ця територія була заселена здебільшого чилійцями.
Окрім того, Іларіон Даса стикнувся із наслідками найбільшої посухи в історії Болівії. Він сподівався на підтримку націоналістичних сил, щоб уберегтись від переворотів, заспокоїти масові виступи ремісників у Сукре та приборкати опозицію. З цією метою він розірвав угоду з Чилі, яку 1874 року підписав президент Фріас. Відповідно до цієї угоди чилійці, які проживають в регіоні Антофагаста, були звільнені від сплати податків за використання болівійських ресурсів. В результаті Чилі почала погрожувати війною, а Даса негайно звернувся по допомогу до Перу. У лютому й березні 1879 року чилійці окупували Антофагасту, поклавши початок Тихоокеанській війні.
В результаті цієї війни Перу зазнала територіальних втрат, а Болівія взагалі втратила вихід до моря. Це фіаско призвело до відставки Іларіона Даса 28 грудня 1879 року, коли було скликано Державну раду. 19 січня 1880 року було обрано нового президента, Нарсісо Камперо. Даса ж деякий час перебував у Перу, а потім виїхав до Франції, прихопивши з собою значну частину болівійської скарбниці.
1894 року екс-президент наважився повернутись до Болівії, вважаючи, що ніхто його не звинуватить у справах минулих. Його було вбито на залізничному вокзалі міста Уюні невдовзі після прибуття до країни, 27 лютого 1894 року. Болівійський народ поклав відповідальність за цей злочин на уряд президента Маріано Баптісти, але нічого доведено не було.